# سليم عمامو
سليم عمامو  (ولد 1977 م) مدوِّن وناشط تونسي، اعتقلته الحكومة التونسية في 6 يناير 2011 في أعقاب تغطيته لأحداث مدينة سيدي بوزيد التونسية، واتهمته بانتمائه لمجموعة «أنونيموس» التي مارست القرصنة الإلكترونية على مواقع الحكومة التونسية. وبعد أسبوع من اعتقاله، أطلقت سراحه في 13 يناير 2011 قبل يومٍ واحد من سقوط نظام زين العابدين بن علي الرئيس التونسي السابق. واختير عمامو البالغ من العمر 33 عامًا ليشغل منصب كاتب الدولة (وزير دولة) المكلَّف بالشباب لدى وزير الشباب والطفولة، ليصبح أصغرَ كاتب دولة في تاريخ تونس. قدَّم استقالته من الحكومة في 25 مايو 2011 احتجاجًا على إغلاق أربعة مواقع إلكترونية تنتقد الجيش التونسي بناء على طلب قاضي التحقيق بالمحكمة العسكرية بتونس.

## ولادته ودراسته
ولد سليم عمامو في 8 نوفمبر 1977 في مدينة المكنين من الساحل التونسي لوالدين طبيبين. تعلم برمجة الحواسيب منذ عمر 10 سنوات وحاز شهادة التقني السامي في الإعلامية الصناعية من المعهد العالي للدراسات التكنولوجية بسوسة.

## نشاطه
ينشط عمامو في مجالي مكافحة الرقابة على الإنترنت وحيادية الإنترنت وهو كذلك ضد حقوق الملكية الفكرية. شارك في تظاهرة نهار على عمار التي شارك فيها كثير من المدوِّنين. ودعا في 22 مايو 2010 إلى تنظيم مظاهرة أمام مقرِّ وِزارة تكنولوجيا الاتصالات التونسية؛ للاحتجاج على الرقابة الشديدة التي كانت السُّلطات تمارسها على الإنترنت، وقد تمكنت الشرطة التونسية من الحيلولة دون تنظيم هذه المظاهرة.
قال المدون المصري علاء عبد الفتاح إن قبول سليم عمامو بمنصب كاتب دولة للشباب سذاجة سياسية، وعارض المدوِّن التونسي ياسين العياري قبوله للمنصب.[بحاجة لمصدر]. أسس عمامو مع مجموعة من الناشطين حزب القراصنة في تونس الذي يختلف عن حزب القراصنة التونسي.

## الحياة الشخصية
مطلِّق وله ولد واحد.